# Iván Fundora
Iván Fundora est un lutteur cubain spécialiste de la lutte libre né le 14 avril 1976.

## Biographie
Lors des Jeux olympiques d'été de 2004 se tenant à Athènes, il remporte la médaille de bronze en combattant dans la catégorie des -74 kg. Il remporte également la médaille de bronze lors des Championnats du monde 2007.
De plus, Fundora remporte également une médaille d'or aux Jeux panaméricains de 2007 et s'est classée premier chaque année de 2003 à 2010 aux Championnats panaméricains.
Il est connu parmi les fans de lutte américains pour avoir battu Ben Askren aux Jeux olympiques de 2008.